# Virginie Chomicki
Virginie Chomicki, née en 1984 à Nice, est une journaliste française et dirigeante de télévision.

## Biographie
Originaire de Nice, Virginie Chomicki entre à l'Institut d'études politiques d'Aix-en-Provence en 2003 ; elle y obtient un diplôme en sciences politiques en 2007 puis un Master en « journalisme politique à l'international » en 2008.
À partir de 2003, elle travaille en tant que journaliste pour la presse écrite et la télévision. En 2007, dans le cadre de ses études, elle effectue un stage à Nice Matin, puis à la rédaction nationale du Six minutes de la chaîne M6, à Zone Interdite, aux relations presse d'Universal Music à New York pour son stage de fin d'étude, et au journal France-Amérique, également à New York.
En 2005 elle remporte avec son groupe de travail le concours de jeunes journalistes Grandes écoles organisé par l'Express.[réf. nécessaire]
En 2008, elle rejoint la rédaction du journal télévisé de la chaîne d'informations en continu LCI. Elle y est présentatrice joker des journaux télévisés de la chaîne. Elle présente également pendant la saison 2012-2013 une chronique Culture dans la matinale week-end.
En 2015, elle quitte LCI pour TV5 Monde. Elle réalise des sujets sur la politique et l'actualité internationales pour le Journal télévisé international de la chaîne ainsi que pour le « 64' », la grande édition d'informations de la chaîne[réf. nécessaire].
En septembre 2015, Vincent Bolloré crée la surprise en la nommant no 2 de la chaîne I-Télé,.
En février 2017, toujours numéro 2 de la chaîne, renommée entre-temps CNews, elle anime une émission de décryptage hebdomadaire avec Patrick Poivre d'Arvor et Rachid Arhab. En mars 2017, elle est nommée directrice de projets à la direction générale de Vivendi, auprès du directeur général chargé des opérations du groupe, Canal+, Stéphane Roussel, poste pour lequel elle ne disposait d’aucun bureau au siège. Elle n’est jamais apparue depuis dans l’organigramme du groupe.